# سليم عراش
سليم عراش (14 يوليو 1982 بمارسيليا في فرنسا - ) (بالفرنسية: Salim Arrache)‏ هو لاعب كرة قدم فرنسي في مركز الوسط. شارك مع منتخب الجزائر لكرة القدم. أما مع النوادي، فقد لعب مع أولمبيك مارسيليا وباس جيانينا وستاد ريمس ونادي أجاكسيو ونادي أستيراس تريبوليس ونادي القادسية ونادي باستيا ونادي تولوز ونادي ستراسبورغ وChengdu Tiancheng F.C. ‏ والنادي الرياضي بكالوني.

## روابط خارجية
- سليم عراش على موقع رابطة كرة القدم الفرنسية للمحترفين (الإنجليزية)
- سليم عراش على موقع قاعدة بيانات كرة القدم.إي يو (الإنجليزية)
- سليم عراش على موقع ناشيونال فوتبول تيمز (الإنجليزية)
- سليم عراش على موقع عالم كرة القدم.نت (الإنجليزية)
- سليم عراش على موقع AS.com (الإسبانية)